# Житницька сільська рада
Жи́тницька сільська́ ра́да — адміністративно-територіальна одиниця та орган місцевого самоврядування в Жашківському районі Черкаської області. Адміністративний центр — село Житники.

## Загальні відомості
- Населення ради: 864 особи (станом на 2001 рік)

## Населені пункти
Сільській раді були підпорядковані населені пункти:
- с. Житники

## Склад ради
Рада складалася з 12 депутатів та голови.
- Голова ради: Бабійчук Олександр Миколайович
- Секретар ради: Мазур Алла Олександрівна

### Керівний склад попередніх скликань
| Прізвище, ім'я, по батькові    | Основні відомості                                                          | Дата обрання | Дата звільнення |
| ------------------------------ | -------------------------------------------------------------------------- | ------------ | --------------- |
| Висунько Юрій Володимирович    | Сільський голова, 1966 року народження, член Соціалістичної партії України | 26.03.2006   | 31.10.2010      |
| Бабійчук Олександр Миколайович | Сільський голова, 1975 року народження, освіта вища                        | 31.10.2010   |                 |

Примітка: таблиця складена за даними сайту Верховної Ради України

### Депутати
За результатами місцевих виборів 2010 року депутатами ради стали:

#### За суб'єктами висування
| Суб'єкт висування               | Кількість обраних депутатів | %    |
| ------------------------------- | --------------------------- | ---- |
| Партія регіонів                 | 5                           | 41,7 |
| Самовисування                   | 5                           | 41,7 |
| Політична партія «Наша Україна» | 2                           | 16,7 |

#### За округами
| № округу                        | Прізвище, ім'я, по батькові  | Дата визнання обраним | Освіта             | Партійна приналежність                | Відомості про обраного депутата                           |
| ------------------------------- | ---------------------------- | --------------------- | ------------------ | ------------------------------------- | --------------------------------------------------------- |
| Партія регіонів                 |                              |                       |                    |                                       |                                                           |
| 2                               | Сидорук Микола Олексійович   | 01.11.2010            | середня спеціальна | позапартійний                         | Жашківський РайВО, водій                                  |
| 3                               | Волохатюк Світлана Петрівна  | 01.11.2010            | середня            | позапартійна                          | Житницька загальноосвітня школа І-ІІІ ст., техпрацівник   |
| 4                               | Карпович Валентина Іванівна  | 01.11.2010            | середня спеціальна | позапартійна                          | Житницька загальноосвітня школа І-ІІІ ст., вчитель        |
| 7                               | Гандзюк Анатолій Миколайович | 01.11.2010            | вища               | член Партії регіонів                  | тимчасово не працює                                       |
| 10                              | Мамочка Катерина Вікторівна  | 01.11.2010            | середня спеціальна | член Партії регіонів                  | Житницька сільська рада, прибиральник службових приміщень |
| Політична партія «Наша Україна» |                              |                       |                    |                                       |                                                           |
| 11                              | Пожидаєв Василь Анатолійович | 01.11.2010            | середня спеціальна | член Політичної партії «Наша Україна» | тимчасово не працює                                       |
| 12                              | Гайдай Петро Степанович      | 01.11.2010            | середня спеціальна | позапартійний                         | тимчасово не працює                                       |
| Самовисування                   |                              |                       |                    |                                       |                                                           |
| 1                               | Козловська Людмила Кузьмівна | 01.11.2010            | середня            | позапартійна                          | пенсіонер                                                 |
| 5                               | Безолюк Ірина Леонідівна     | 01.11.2010            | середня спеціальна | позапартійна                          | Житникий фельдшерсько-акушерський пункт, фельдшер         |
| 6                               | Гулик Світлана Андріївна     | 01.11.2010            | середня спеціальна | член Соціалістичної партії України    | Житницька сільська рада, землевпорядник                   |
| 8                               | Мазур Алла Олександрівна     | 01.11.2010            | середня спеціальна | член Соціалістичної партії України    | Житницька сільська рада, секретар сільської ради          |
| 9                               | Титорчук Оксана Миколаївна   | 01.11.2010            | середня спеціальна | член Соціалістичної партії України    | Бібліотека с. Житники, завідувачка бібліотеки             |